# Пане каразау
Па́не караза́у (итал. Pane carasau сардинский: [ˈpane ɣaɾaˈzau], итальянское произношение: [ˈpaːne karaˈzau] — «жареный хлеб», от сард. carasare — «жарить») — традиционный хлеб Сардинии в виде лепёшек. Такой хлеб находили при раскопках в остатках нураг (традиционных сардинских хижинах), что говорит о том, что его ели ещё за 10 веков до нашей эры.
Этот хлеб тонкий и хрустящий, обычно в виде блюда диаметром в полметра. Его готовят путём выпечки лепёшки (из муки из твердой пшеницы, соли, дрожжей и воды), затем делят на 2 листа, которые запекают снова. Рецепт был придуман для пастухов, которые оставались вдали от дома подолгу, до нескольких месяцев. Хлеб каразау может храниться до года, при условии, что хранится сухим. Хлеб едят как сухим, так и размоченным (с водой, вином или соусами).
Подобный бездрожжевой хлеб называется сард. pane guttiau; он также известен как carta da musica («музыкальная бумага»). Это связано с тем, что он очень хрустящий, «музыкальный».

## Происхождение и история
Истоки хлеба Каразау уходят корнями в древние времена. Некоторые археологические находки указывают на то, что примитивные формы этого хлеба присутствовали на Сардинии уже в эпоху нурагической цивилизации (1800-500 гг. до н.э.), доказывая, что эта техника выпечки имеет тысячелетние корни.
Название "каразау" происходит от сардского слова "carasare", означающего "поджаривать" или "обжаривать", что указывает на вторую выпечку, характерную для этого типа хлеба. Эта двойная выпечка была не просто кулинарной идеей, но прежде всего практической необходимостью: обеспечить сохранность хлеба на длительные периоды.
На протяжении веков рецепт и техника производства совершенствовались, но основные принципы оставались неизменными. По традиции хлеб каразау готовили раз в месяц, в больших количествах. Это был скорее общинный ритуал, который объединял нескольких женщин деревни. Обычай, называемый "su coghina", был важным моментом социализации и совместного времяпрепровождения на острове.
Исторические документы периода Юдикатов (900-1400 гг. н.э.) уже упоминают хлеб с характеристиками, подобными каразау, подтверждая непрерывность этой традиции на протяжении веков. Во время испанского господства и позже под властью Савойской династии, пане каразау оставался центральным элементом кухни Сардинии, особенно в горных районах острова, где пастушество было доминирующим занятием.